# Estake'wach dijalekt
Estake'wach (kod: acv-est), dijalekt Estake'wach (Astakiwi) Indijanaca iz sjeveroistočne Kalifornije koji pripadaju široj skupini Achomawi. Navodi ga Powell 1891.
Powers Estake'wache navodi kao jednu od glavnih plemenskih skupina Achomawija

## Vanjske poveznice
- Palaihnihan: Powell 1891